# Mont Cindre
Le mont Cindre fait partie des monts d'Or, au nord-ouest de Lyon. Il est situé sur le territoire de la commune de Saint-Cyr-au-Mont-d'Or.
C'est, avec ses 470 m d'altitude, le quatrième sommet de la métropole de Lyon après le mont Verdun (626 m), le mont Thou (611 m) et le mont Narcel (589 m).

## Sites d'émission
Une tour relais abritant notamment un émetteur radio FM appartenant à TDF est implantée à son sommet. Le site a une hauteur par rapport au sol de 55 mètres. L'émetteur TDF de 5 kW diffuse BFM Business sur 95.3 FM. Le relais abrite aussi un relais Free 3G / 4G / 5G et des transmissions par faisceau hertzien, boucle locale radio, RMU-POCSAG et PMR (communications mobiles privées).
Le site héberge aussi une station radioamateur (indicatif F1ZFG) avec un relais DSTAR en VHF et UFH, un relais analogique VHF R0x, un relais C4FM UHF et un relais DMR UHF connecté au réseau Brand Meister.
Un pylône haubané appartenant à Radio Scoop est situé devant la tour hertzienne (près du chemin de l'Ermitage) et abrite 3 émetteurs de radio FM dont celui de sa propriétaire et 2 de Towercast. Il a une hauteur de 31 mètres.
| Programme      | Frequence | Catégorie | Puissance | RDS (Program Service) | RDS (Radio Text)             | Diffuseur      |
| -------------- | --------- | --------- | --------- | --------------------- | ---------------------------- | -------------- |
| Radio Scoop    | 92,0 MHz  | B         | 10 kW     | _SCOOP__              | Titre en cours               | Auto-diffusion |
| Nostalgie Lyon | 92,9 MHz  | C         | 10 kW     | NOSTALGI              | Titre en cours et promotions | Towercast      |
| NRJ Lyon       | 103,0 MHz | C         | 10 kW     | __NRJ___              | Titre en cours et promotions | Towercast      |

On peut accéder au sommet par la route ou par des chemins.
On peut y voir le très ancien site de l'Ermitage et la chapelle du Mont Cindre.
Les jardins de l'Ermitage, et leurs constructions étranges ne sont que rarement ouverts au public, mais on les aperçoit depuis la chapelle. Celle-ci contient des fresques murales de Louis Touchagues.
Enfin, le sentier des rapaces, qui passe à proximité de son sommet, offre un point de vue sur le val de Saône. Comme son nom l'indique, on peut y apercevoir des rapaces d'août à octobre.

## Culture
« Mont Cindre, Mont Thou, Mont Verdun, trois géants qui n'en font qu'un, se haussent à l'envi pour voir Lyon. »

— Jacques Melchior Villefranche, Essai de Grammaire du patois lyonnais
Les goujons du Mont-Cindre sont des frites.